# Kådsalva
Kådsalva är en salva med grankåda som aktiv ingrediens. Kåda från barrträd har använts för sårvård sedan antiken och kåda (dock sannolikt ej från barrträd) användes vid balsamering av de forntida egyptierna. Befolkningen i Norden och Ryssland har också traditionellt använt grankåda för färska och infekterade sår. Kåda har nämnts i en svensk läkarbok skriven av Benedictus Olai 1578.
Kåda har åter blivit ett populärt sårvårdsalternativ till följd av positiva resultat från kliniska tester under 2000-talet. Salva gjord på grankåda har framgångsrikt använts för behandling av svårläkta sår vid hälsostationer i norra Finland.
En del av salvor som innehåller grankåda har, som första finska naturprodukter, godkänts för CE-märkning av finska Valvira och klassificeras som en medicinteknisk produkt.

## Biologiska effekter
Naturkåda har en komplex sammansättning vars huvudkomponenter är hartssyror, lignaner och kumarsyra. Olika barrträd innehåller olika mängder av dessa komponenter, men sammansättningen varierar också beroende på vilken typ av kåda det är: om det är färsk rinnande kåda eller mognad kåda från trädets stam.

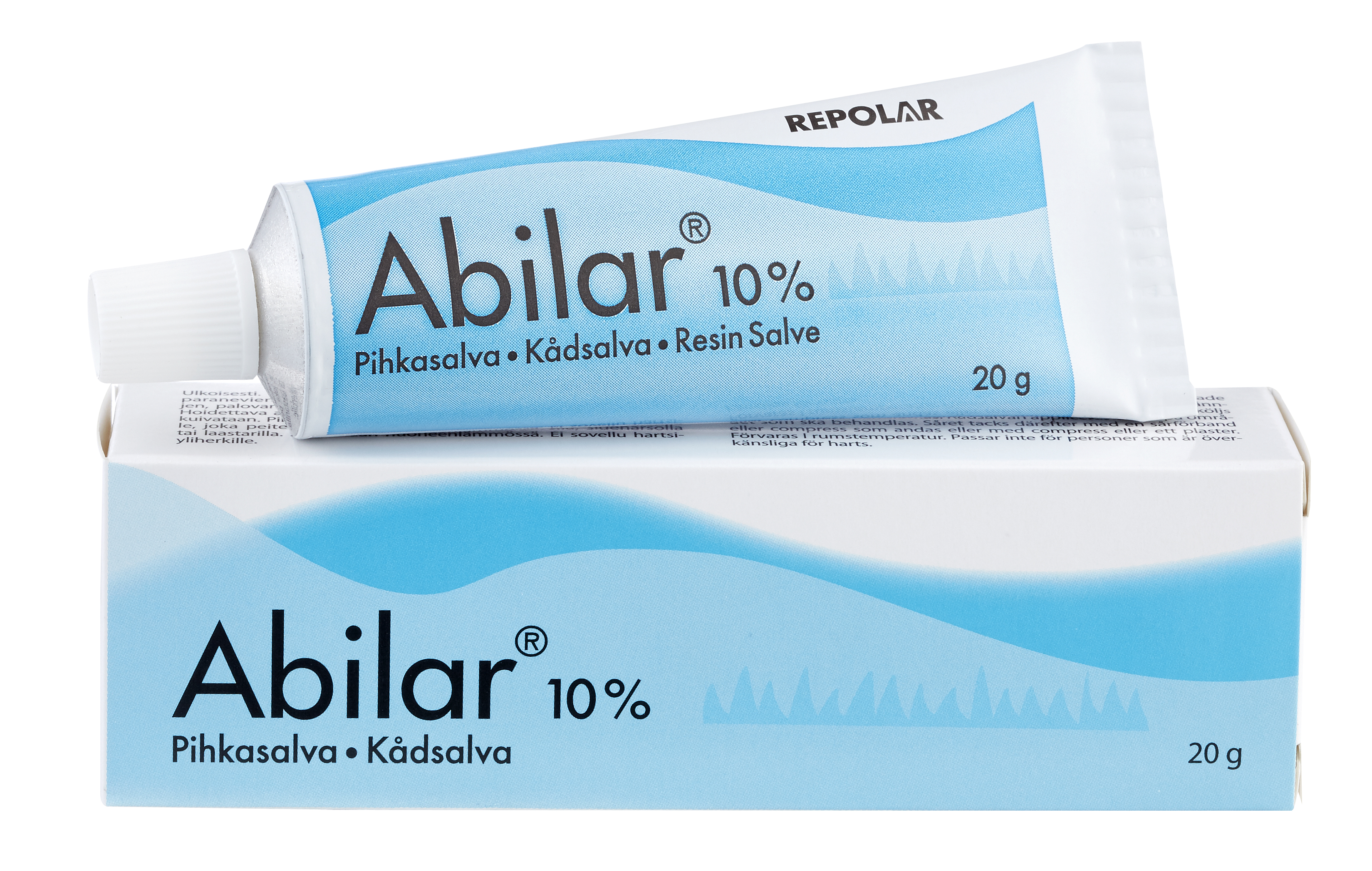
Ett exempel på en kådsalva

Tester har visat att grankåda har antimikrobiell verkan mot bakterier, mögel och andra svampar. Effekten beror på att hartssyrorna som finns i kådan förstör cellväggar och cellmembran på flera olika sätt, vilket leder till att mikroberna dör. Tack vare denna antiseptiska effekt kan mikroberna inte bilda resistenta stammar mot kåda. Mikrobiologiska studier har visat att naturkåda är effektiv också mot antibiotikaresistenta bakterier (MRSA och VRE). Salva gjord av kåda påverkar både grampositiva och gramnegativa bakterier.
In vitro-studier har visat att salva gjord av grankåda även har antiinflammatoriska egenskaper och kliniska patientprov har visat att salvan befrämjar sårläkning och lindrar smärta.
Kådsalva kan hos personer som är överkänsliga mot narturliga hartssyror ge allergiskt kontakteksem.
Abilar kådsalva som tillverkas i Finland exporteras till exempelvis Belgien och Storbritannien.